# Neu-Gerolding
Neu-Gerolding ist eine Ortschaft in der Katastralgemeinde Gerolding der Marktgemeinde Dunkelsteinerwald in Niederösterreich.

## Geografie
Die Wochenendhaus-Siedlung Neu-Gerolding befindet sich einen Kilometer südwestlich von Gerolding und ist über die Landesstraße 5356 erreichbar. Am 1. Jänner 2024 gab es in Neu-Gerolding 47 Einwohner.

## Geschichte
Im Franziszeischen Kataster von 1821 ist die Stelle unbebaut. Die Siedlung wurde in der 2. Hälfte des 20. Jahrhunderts errichtet.